# Primera persona (narrativa)
En la  primera persona, en narrativa, es el modo en el cual una historia se cuenta desde el punto de vista de uno de los personajes de la obra, quien se refiere a sí mismo al utilizar todo el tiempo la primera persona del singular o del plural (yo - nosotros). Esto permite que el lector o la audiencia vean la historia y al resto de los personajes desde el punto de vista de uno de los personajes participantes de la misma, lo que incluye sus opiniones, pensamientos y sus sentimientos. También es una forma narrativa muy utilizada en las obras autobiográficas.
En el caso del narrador en primera persona (o también llamado narrador interno), el narrador es un personaje dentro de la historia (homodiegético): actúa, juzga y tiene opiniones sobre los hechos y los personajes que aparecen. En este caso el narrador solo tiene y aporta información basado en su propia visión de los acontecimientos. 
Este narrador es el que más toscamente se diferencia del propio autor: es un personaje en la obra, que tiene necesariamente que cumplir con todas las normas de ser un personaje, incluso cuando esté cumpliendo tareas de narrador. Para que tenga conocimiento de algo, por lo tanto, es necesario que lo experimente con sus propios sentidos, o que algún otro personaje se lo cuente. Puede contar sus propios pensamientos y opiniones, pero no los de los demás personajes, a no ser que estos se lo cuenten.
El narrador en primera persona puede ser el propio protagonista de la historia, como Gulliver en Los viajes de Gulliver, alguien muy cercano a él y que conoce sus pensamientos y acciones (como el Doctor Watson en las novelas de Sherlock Holmes) o algún personaje marginal que tenga poco que ver con los hechos que se narran.

## Formas de la primera persona narrativa
Como el narrador es parte de la historia misma y conoce a modo general todos los acontecimientos, esta forma de narrativa ha sido utilizada con preferencia por la novela policial o detectivesca o de ficción. Un ejemplo de ello lo presenta el personaje de Doctor Watson en la obra de Arthur Conan Doyle, Sherlock Holmes.
Obras literarias escritas en primera persona pueden tener diferentes modos:
- Monólogo interior: Se expresa en la manera de pensamiento del narrador, como si el lector o espectador pudieran leer el pensamiento del personaje. Un ejemplo de ello lo presenta la obra Memorias del subsuelo (1864) de Fiódor Dostoyevski. El monólogo interior (también conocido como stream of consciousness o como flujo de conciencia) es la técnica literaria que trata de reproducir los mecanismos del pensamiento en el texto, tales como la asociación de ideas.

- Monólogo dramático: El ejemplo de este tipo de narración se encuentra en la obra La caída (1956) de Ulrich Nicolás.

- Explícitamente: Como en Las aventuras de Huckleberry Finn de Mark Twain.

- Narrador Testigo: El narrador testigo es un espectador del acontecer, un personaje que asume la función de narrar. Pero no es el protagonista de la historia, sino un personaje secundario. Cuenta la historia en la que participa o interviene desde su punto de vista, como alguien que la ha vivido desde fuera, pero que es parte del mundo del relato.

Ejemplo de este narrador son los cuentos de Sherlock Holmes (1887), de Sir Arthur Conan Doyle o varias obras del escritor argentino Jorge Luis Borges, por ejemplo, Funes el memorioso, un cuento de la colección Ficciones de 1944:

"Esas cosas me dijo; ni entonces ni después las he puesto en duda (...) Me dijo que hacia 1886 había discurrido un sistema original de numeración y que en muy pocos días había rebasado el veinticuatro mil (...)"
De Funes el memorioso, Jorge Luis Borges.

- Narrador-protagonista: El narrador-protagonista cuenta su propia historia. El narrador en primera persona (yo) adopta un punto de vista subjetivo que le hace identificarse con el protagonista y le impide interpretar de forma absoluta e imparcial los pensamientos y acciones de los restantes personajes de la narración. Es el tipo de narrador que se utiliza en géneros como el diario o la autobiografía.

Un ejemplo del narrador protagonista se tiene en la novela La tía Julia y el escribidor (1977), del escritor peruano Mario Vargas Llosa, en la cual Varguitas, el joven escritor, cuenta su historia y amoríos con la tía Julia, que le dobla su edad. 
De la misma manera en La Virgen de los sicarios (1994) del colombiano Fernando Vallejo, el protagonista cuenta su propia historia y drama.

## Punto de vista del narrador
Existen dos tipos de "primera persona narrativa": el singular (yo) y el plural (nosotros).
En la primera persona plural, los narradores recuentan la historia no como un individuo, sino como miembro de un grupo que actúa como unidad. En realidad es de poco uso en literatura, pero ocurre y casi siempre genera una gran atención en la historia. Es posible que el escritor haga un juego entre la persona plural y la singular, por ejemplo que parta de una visión desde un grupo y termine en una visión de un individuo. Un ejemplo se encuentra en la obra de William Faulkner, Una rosa para Emily. Faulkner realizó diferentes experimentos narrativos en primera persona plural en varias de sus novelas. 
El narrador en primera persona puede ser múltiple, como hace el escritor japonés Ryūnosuke Akutagawa en su relato "En el bosque" (藪の中, Yabu no Naka, 1922). Se trata del recuento de la muerte del samurái Kanazawa no Takehiro desde el punto de vista de siete personajes, después de que su cuerpo fue encontrado en un bosque de bambú cerca de Kioto. Cada recuento de cada personaje contribuye a clarificar o complicar el cuadro completo del acontecimiento y pone en evidencia la capacidad humana de percibir un objeto y cómo este puede tener diferentes interpretaciones subjetivas. El experimento de Akutagawa fue tan exitoso, que fue llevado al cine por Akira Kurosawa bajo el título de Rashōmon, la cual ganó varios premios.

## Protagonismo del narrador en primera persona
El narrador en primera persona es a la vez personaje dentro de la historia que narra. Pero este puede ser el protagonista o puede no serlo. Incluso puede ser un personaje con una cierta distancia, pero su conocimiento de los acontecimientos le rinde un testimonio valioso para entrar al centro de la historia. Sobre el rango de protagonismo del narrador en primera persona se puede hablar incluso de "primera persona mayor" si es protagonista o semiprotagonista y de "primera persona menor" si no cae dentro del esquema de protagonista principal. 
Un ejemplo de primera persona menor lo constituye la novela de la escritora británica Emily Brontë, Cumbres Borrascosas en la cual dos personajes, Ellen Dean y Lockwood, recuentan lo que sucede. Lockwood visita la casa Wuthering Heights al principio de la novela y queda impresionado porque cree ver el fantasma de Catherine Earnshaw en una ventana de una cámara de Heights. Deseoso de conocer la historia de los dueños de la casa, regresa a Thrushcross Grange y le pide a Nelly, la casera, que le cuente todo lo que esta sabe. Nelly se convierte en la principal narradora de lo que conoce de los personajes principales.
Para el escritor colombiano llamado Fernando Vallejo, la primera persona narrativa tiene mayores ventajas que la segunda y la tercera:

"No concibo otra forma de escribir que en primera persona. Es la única real y sincera, porque ¡cómo va a saber un pobre hijo de vecino lo que están pensando dos o tres o cuatro personajes! ¡No sabe uno lo que está pensando uno mismo con esta turbulencia del cerebro va a saber lo que piensa el prójimo!"

Para otros críticos, la decisión de Vallejo de hablar en primera persona, rompe "la más obstinada tradición literaria: la del narrador omnisciente que todo lo sabe y que todo lo ve, el novelista ubicuo que puede atravesar con su mirada las paredes y leer los pensamientos".

## Conciencia del narrador en primera persona
El narrador en primera persona como personaje puede ser consciente de que narra una historia, como Nelly Dean en Cumbres Borrascosas o puede no serlo. Este personaje que recuenta sin saberlo, se presenta a través de un "falso documento" como un diario personal. 
Dos ejemplos típicos son la obra Drácula (1897) del escritor británico Bram Stoker, y En busca del tiempo perdido (1913) del francés Marcel Proust. La novela es contada por diversos personajes, pero todos ellos escriben lo que saben en sus diarios. De esta manera, el personaje no le cuenta la historia a ninguno en particular, sino que lo hace para sí mismo, dando la idea de una gran intimidad de sentimientos. Otro documento utilizado es la carta a otro personaje, que tiene un mayor grado de conciencia. Este método da un alto grado de credibilidad a los hechos. También en este caso el personaje puede ser protagonista o no. El escritor organiza los diarios y cartas de los personajes de manera que den una idea de lo que ha sucedido.